# HC Dinamo Moskva
HC Dinamo Moskva (rus. Динамо Москва) je ruski hokejaški klub iz Moskve. Klub je osnovan 1946. godine, a 30. travnja 2010. fuzionirao se s podmoskovskim HC MVD. Natječe se u ligi KHL. Dio je športskog društva Dinamo Moskva.

## Povijest
Hokejaški klub Dinamo je vlasnik prve titule prvaka u ligi SSSR-a u sezoni 1946./47. Ukupno su u ligi SSSR-a osvojili 4 titule prvaka, a čak 16 puta su natjecanje završavali kao drugoplasirana momčad. Osvojili su i titule prvaka Rusije 1992., 1993., 1995., 2000. i 2005. godine. Dvostruki su prvaci Spenglerovog kupa iz 1983. i 2008. godine.
Zbog financijskih problema klub je bio prinuđen fuzionirati se s HC MVD, a novi klub Ujedinjeni HK Dinamo Moskva je ostao nasljednik svih uspjeha Dinama. Od 2008. klub se natječe u KHL ligi. Dinamo je 2012. osvojio KHL ligu pobijedivši u finalu HC Avangard Omsk s 4:3.

## Vanjske poveznice
- Službene stranice  Arhivirana inačica izvorne stranice od 20. listopada 2015. (Wayback Machine) (rus.)